# Clista diversa
Clista diversa là một loài ruồi trong họ Tachinidae.